# Scopula rufolutaria
Scopula rufolutaria är en fjärilsart som beskrevs av Paul Mabille 1900. Scopula rufolutaria ingår i släktet Scopula och familjen mätare. Inga underarter finns listade.